# T (Film)

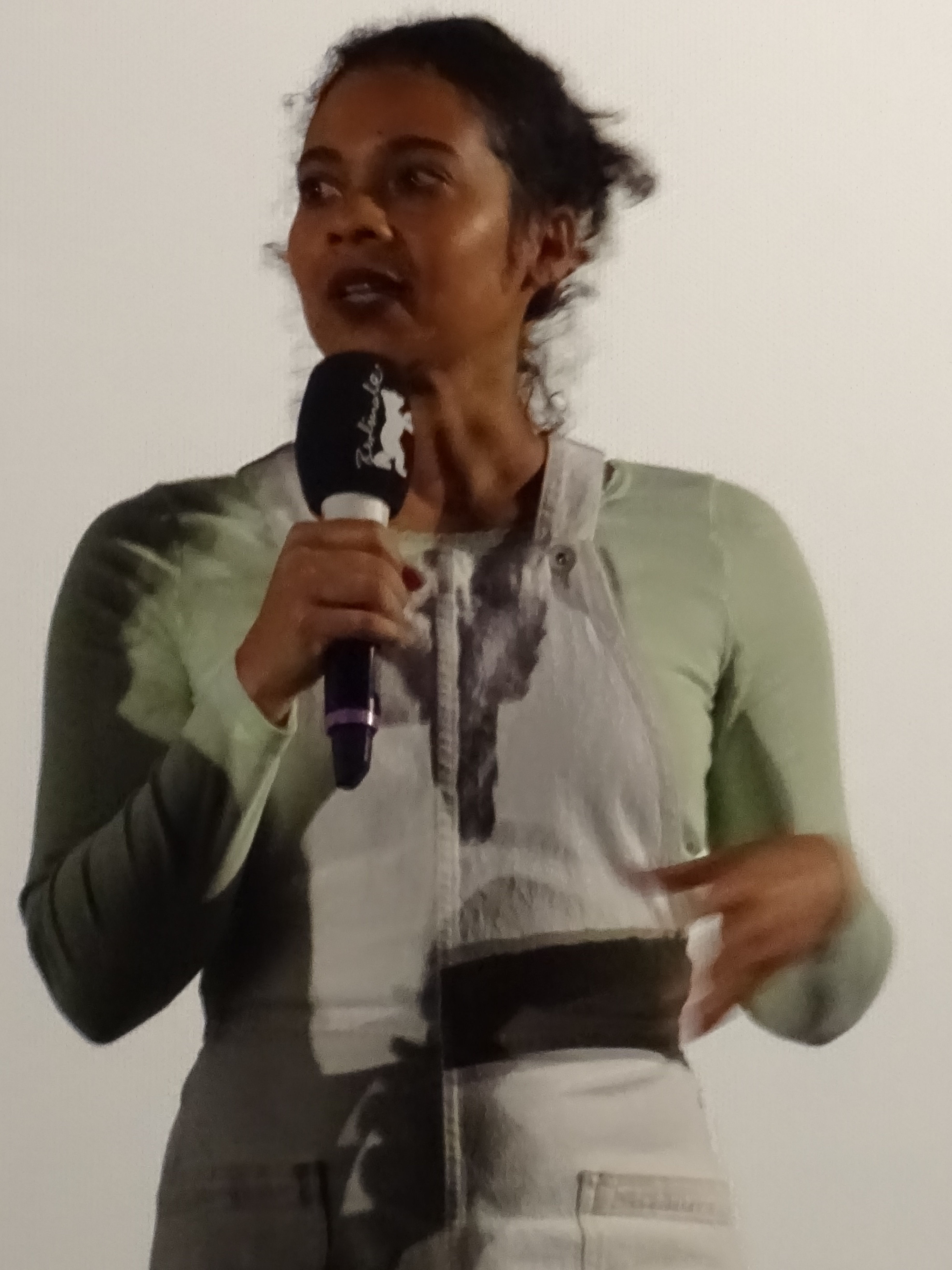
Keisha Rae Witherspoon, Regisseurin von T, Februar 2020

T ist ein US-amerikanischer Kurzfilm unter der Regie von Keisha Rae Witherspoon, der mit dokumentarischen Stilmitteln erzählt ist. Er feierte am 4. August 2019 auf dem Blackstar Film Festival in Philadelphia Weltpremiere. Seine internationale Premiere war am 25. Februar 2020 auf der Berlinale 2020 in der Sektion Berlinale Shorts, wo er auch den Goldenen Bären für den besten Kurzfilm gewann.

## Inhalt
In T wird die Bewältigung von Trauer nach dem Verlust einer nahestehenden Person und ihre Bewältigung durch Kreativität thematisiert. Das Publikum folgt drei Protagonisten in dieser Situation, unter anderem Dimples, einer Künstlerin, die ihren Sohn verloren hat. Bei einem Gang durch ihr Haus wird ihr Schmerz ist deutlich spürbar: Sie sagt, sie versuche, die Löcher in ihrem Herzen zu füllen. Großes Gewicht legt der Film indes darauf, wie Dimples ihre Kreativität zur Bewältigung der Trauer einsetzt, denn diese Kreativität verbindet die beiden: An einer Stelle erzählt die Mutter, dass ihr Sohn häufig ihre Kreativmaterialien nahm, um sich damit auszudrücken. Da er Kartoffelchips über alles liebte, schneidet sie aus Chipstüten Fransen und bringt diese an Kleidungsstücken an, die sie im Film auch trägt. Wenn sie Dinge mit ihren Händen tue, so sagt sie, heile sie das an Stellen, die tiefer lägen als die, aus denen sie weine.
Am Ende zeigt der Film Szenen vom T-Ball in Miami, bei dem sich alljährlich Menschen, die eine nahestehende Person verloren haben, versammeln. Sie tragen selbst gestaltete T-Shirts und Kostüme, die an die Toten erinnern. Dabei liege der Charakter der Zusammenkunft, so die Miami New Times, zwischen einem Trauerzug, wie sie in New Orleans üblich seien, und einer Performance auf dem Laufsteg.

## Hintergrund

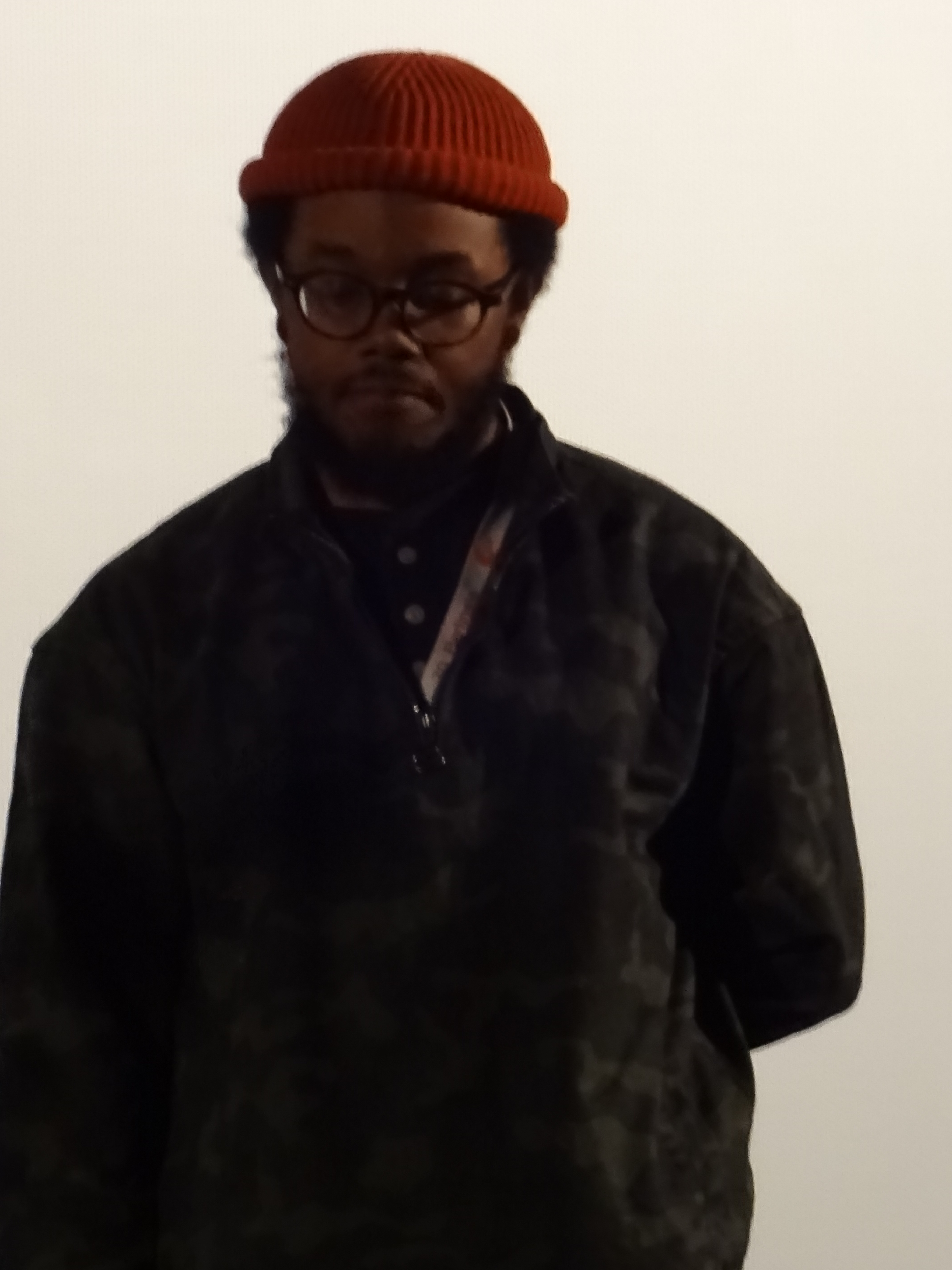
Terence Price II, Kameramann von T, Februar 2020

Regie führte Keisha Rae Witherspoon, von der auch die Konzeption des Filmes stammt. Kameramann war Terence Price II, für den Filmschnitt waren Jonathan David Kane und Stefani Saintonge verantwortlich.
Gedreht wurde in Miami und Hollywood.
Die Produktion lag in den Händen von Monica Sorelle, Faren Humes und Jason Fitzroy Jeffers, als Produktionsfirma wurde Third Horizon, Miami ausgewählt. Koproduzent war Robert Colom.
Der Film feierte am 4. August 2019 auf dem Blackstar Film Festival in Philadelphia Weltpremiere.

## Auszeichnungen
- Preise
  - 2020 Berlinale: Goldener Bär für den besten Kurzfilm
  - 2019 New Orleans Film Festival, New Orleans: Audience Award Narrative Short und Narrative Short Award - Special Jury Mention: Breakthrough in Filmmaking
  - 2019 Blackstar Film Festival, Philadelphia: Audience Award Favorite Narrative Short[4]
  - 2020 Miami Film Festival: Knight Made in MIA Short Film Award[5]

- Nominierungen
  - 2020 Sundance Film Festival: Short Film Grand Jury Prize: Best Short Film[4]